# Луговской, Дмитрий Иванович (шахтёр)
Дми́трий Ива́нович Луговско́й (24 июня 1937, Роменский район, Черниговская область — 15 декабря 2013, Ирмино, Луганская область) — шахтёр Донбасса, Герой Социалистического Труда.

## Биография
Родился 24 июня 1937 года в Роменском районе Сумской области в крестьянской семье.
- С 1954 года работал забойщиком на шахте имени XXII съезда КПСС.
- В 1972—1985 годах — заместитель начальника участка № 8.
- В 1985—1988 годах — заместитель директора по кадрам и быту.

## Награды
- Герой Социалистического Труда (1971) — за досрочное выполнение 8-й пятилетки.
- орден Ленина (1971).
- Почётный шахтёр СССР (1969).
- 27 августа 2010 года Указом Президента Украины В. Ф. Януковича № 874/2010 «О награждении государственными наградами Украины работников угольной промышленности»  награждён орденом «За заслуги» III степени за весомый личный вклад в укрепление энергетического потенциала государства, многолетний самоотверженный шахтёрский труд, высокий профессионализм и по случаю 75-летия стахановского движения и Дня шахтёра[2].